# (5186) Donalu
(5186) Donalu es un asteroide perteneciente al cinturón de asteroides, descubierto el 22 de septiembre de 1990 por Brian P. Roman desde el Observatorio del Monte Palomar, Estados Unidos.

## Designación y nombre
Designado provisionalmente como 1990 SB4. Fue nombrado Donalu en honor a la esposa del descubridor, Dona(lu) Wheeler Roman, además es actriz, profesora, administradora y madre.

## Características orbitales
Donalu está situado a una distancia media del Sol de 2,579 ua, pudiendo alejarse hasta 2,793 ua y acercarse hasta 2,364 ua. Su excentricidad es 0,083 y la inclinación orbital 14,88 grados. Emplea 1513,02 días en completar una órbita alrededor del Sol.
El próximo acercamiento a la órbita terrestre se producirá el 13 de septiembre de 2023.

## Características físicas
La magnitud absoluta de Donalu es 11,9. Tiene 11 km de diámetro y su albedo se estima en 0,26. Está asignado al tipo espectral.